# المثلث البولينيزي

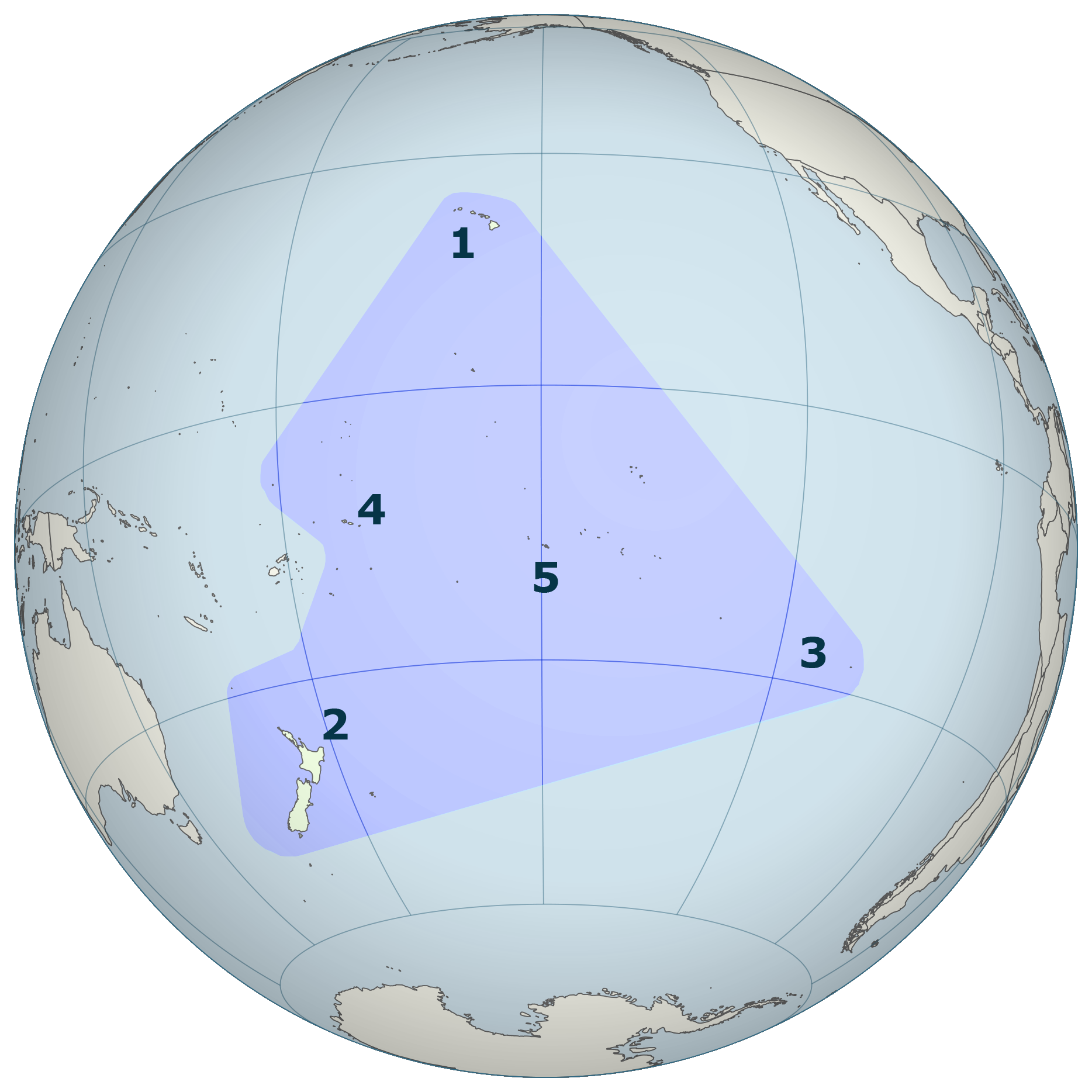
المثلث البولينيزي منطقة جغرافية في المحيط الهادئ تضم هاواي (1)، نيوزيلندا (2)، جزيرة القيامة (3) في الزوايا. تاهيتي (5) في المركز. ساموا (4) في الغرب.

المثلث البولينيزي هي منطقة من المحيط الهادئ على شكل مثلث تتشكل زواياها من ثلاث مجموعات من الجزر: جزر هاواي، جزيرة الفصح (رابانوي)، نيوزيلندا (أوتياروا). تستخدم هذه التسمية غالبا للإشارة إلى بولنيزيا.
غالبية الثقافات أو المجتمعات في جزر هذا المثلث الشاسع تتكلم اللغات البولينيزية، والتي يصنفها اللغويون ضمن المجموعة الفرعية الأوقيانوسية من اللغات المالايو بولينيزية، كما أنها تستمد من اللغات الأسترونيزية الأولية التي كان يُتحدث بها في جنوب شرق آسيا منذ 5000 سنة. إضافة إلى هذا، يتقاسم البولينيزيون العادات والتقاليد والفنون والدين والعلوم. يعتقد علماء الأنتروبولوجيا أن جميع الثقافات البولينيزية الحديثة تنحدر من ثقافة أصلية واحدة أقامها مهاجرون مالايو بولينيزيون جنوب المحيط الهادي. تشمل الثقافات البولينيزية الرئيسية الماوري وهم السكان الأصليون بكل من نيوزيلندا وجزر كوك، الشعوب الأصلية لهاواي، وجزيرة القيامة، وساموا الأمريكية، وبولينزيا الفرنسية، وأخيرا تونغا. وهناك بعض الأدلة حول زيارات قام بها بولينيزيون إلى الجزر النيوزيلندية بالقارة القطبية الجنوبية وهي خارج بولينزيا، كما تم العثور على شجر من الفخار في جزر أنتيبودس وهي الآن في أحد المتاحف بالعاصمة النيوزيلندية ويلينغتون، إضافة إلى بقايا مستوطنة بولينيزية يعو تاريخها إلى القرن الثالث عشر وذلك في جزيرة إندرباي بجزر أوكلاند. هناك أيضا العديد من الجزر البولينيزية الخارجية أي خارج المثلث وذلك في كل من ميلانيزيا وميكرونيسيا المجاورتين.